# Arsenal Women Football Club
Pour la section masculine, voir Arsenal Football Club.
Maillots
Actualités
Arsenal Women Football Club, nommé Arsenal Ladies Football Club avant 2017, est un club anglais de football féminin affilié à Arsenal FC. Le club est fondé en 1987 par Vic Akers, manager jusqu'en 2009. En 2017, le nom du club passe de « Ladies » (dames) à « Women » (femmes), afin de se rapprocher du terme « football féminin ». Le club est entraîné par Renée Slegers. Arsenal Women est aujourd'hui le club le plus titré du football féminin anglais.
Arsenal a également réalisé un record de sept saisons de championnat sans défaite, établissant plusieurs records anglais pour la plus longue série d'invincibilités en première division, pour les buts marqués et pour les points gagnés.

## Histoire

### Un pionnier du football féminin anglais
Le club est fondé en 1987 par Vic Akers, qui fut aussi le manager de l'équipement d'Arsenal FC. Les filles gagnent leur premier titre majeur, la Coupe de la Ligue en 1991-1992. Le Championnat d'Angleterre de football féminin est fondé en 1992 et Arsenal remporte son premier titre en 1993, réalisant le triplé Championnat-League Cup-FA Cup.

### Années 2000: Une domination nationale sans partage
Le club remporte 5 fois le Community Shield entre 2000 et 2008. Les Londoniennes remportent le championnat 8 fois consécutives entre 2004 et 2012, établissant un record national.
La saison 2006-2007 est la plus faste de l'histoire du club puisque les joueuses remportent les trois coupes nationales, mais aussi la Coupe d'Europe en battant le club suédois de Umeå IK en finale 1-0. Arsenal devient ainsi le premier club anglais à remporter cette compétition. Arsenal finit la saison de Premier League invaincu (22 victoires) en marquant 119 buts. Les joueuses terminent la saison par une victoire écrasante 6-0 contre Leeds United le 20 mai 2007.
Lors de la saison 2007-2008, Arsenal remporte le championnat d'Angleterre féminin pour la 5e fois consécutive (le 10e championnat de son histoire), ainsi que la Coupe d'Angleterre. Arrivées en finale de la Coupe de la Ligue, les joueuses de Vic Akers s'inclinent 1-0 face à Everton. En Coupe de l'UEFA, les Gunners sont éliminées dès les quarts de finale par l'Olympique Lyonnais. À l'aube de la saison 2008-09, l'effectif devrait être remanié avec les départs de Lianne Sanderson et Anita Asante à Chelsea, ainsi que celui de Mary Phillip.
La création de la Women's Professional Soccer aux États-Unis en 2009 entraine le départ de 3 joueuses essentielles du club : Karen Carney aux Chicago Red Stars et le duo Kelly Smith/Alex Scott aux Boston Breakers.

### Années 2010: Arsenal devancé par Chelsea et Manchester City
À partir de 2012, les clubs de Manchester City et de Chelsea investissent massivement dans leur section féminine, et Arsenal doit se contenter de la dernière marche du podium, l'empêchant de prendre part à la Ligue des Champions. En janvier 2014, le club est le premier d'Angleterre à accueillir une joueuse étrangère, la Néerlandaise Anouk Hoogendijk.
En novembre 2017, Joe Montemurro devient l'entraîneur d'Arsenal. Le club recrute la Néerlandaise Vivianne Miedema en provenance du Bayern Munich, l'Irlandaise Louise Quinn et l'Anglaise Beth Mead. Le club remporte la WSL Cup contre Manchester City, mais perd en finale de FA Cup contre Chelsea. En 2017, le club est renommé Arsenal Women Football Club.
En 2019, Arsenal perd à nouveau en finale de FA Cup face à Manchester City, mais réalise l'exploit de remporter le championnat devant Chelsea et City, en battant les Skyblues lors de la dernière journée de la saison. Miedema est élue Joueuse de l'année en Angleterre.
Le 18 octobre 2020, Vivianne Miedema devient la meilleure buteuse de l'histoire de la WSL en marquant un triplé lors du North London Derby remporté contre Tottenham.
La saison 2022-2023 est difficile pour le club. La concurrence d'équipes comme Chelsea ou Manchester United est féroce, et Arsenal accroche une troisième place du championnat dans la douleur, signe d'une place en Champion's League, aux dépens de Manchester City. Malgré la victoire en Continental Cup (finale remportée 3-1 contre leurs rivales Chelsea), le club connaît des difficultés sportives en raison d'une série de blessures chez ses joueuses, en particulier les stars Beth Mead (championne d'Europe avec l'Angleterre à l'été) et Vivianne Miedema, avec des ruptures des ligaments croisés du genou, tout comme la capitaine anglaise Leah Williamson et Laura Wienroither en fin de saison, mais aussi pour des périodes plus courtes Caitlin Foord, Steph Catley, la capitaine Kim Little, Stina Blackstenius et Lia Wälti, à des moments différents de la saison. Cette situation oblige Jonas Eidevall à remanier à plusieurs reprises son équipe première, privé de la plupart de ses joueuses stars.

## Personnalités du club

### Effectif actuel
Le tableau ci-dessous recense l'effectif d'Arsenal Women Football Club pour la saison 2025-2026.

### Joueuses les plus capées
Ce tableau retrace la liste des joueuses les plus capées de l'histoire de l'Arsenal Women Football Club.
| Rang | Joueuses        | Période   | Europe | Total |
| 1    | Emma Byrne      | 2000-2016 | 77     | 459   |
| 2    | Ciara Grant     | 1998-2014 | 65     | 403   |
| 3    | Jayne Ludlow    | 2000-2013 | 61     | 356   |
| 4    | Rachel Yankey   | 1996-2016 | 57     | 314   |
| 5    | Alex Scott      | 2002-2018 | 45     | 313   |
| 6    | Leah Williamson | 2014-     |        | 250   |
| 7    | Faye White      | 1996-2013 |        | 227   |
| 8    | Gemma Davison   | 2005-2013 |        | 214   |

### Anciennes joueuses notables
- Dominique Janssen (2015-2019)
- Emma Byrne (2000-2016)
- Karen Carney (2006-2009)
- Gilly Flaherty (2006-2013)
- Ciara Grant (1998-2014)
- Jayne Ludlow (2000-2013)
- Louise Quinn (2017-2020)
- Lianne Sanderson (1997-2008, 2015)
- Alex Scott (2002-2004, 2005-2009, 2012-2018)
- Kelly Smith (1996-1997, 2005-2009, 2012-2017)
- Daniëlle van de Donk (2015-2021)
- Faye White (1996-2013)
- Rachel Yankey (2005-2016)

## Stades
Arsenal Women joue la majorité de ses matchs au Meadown Park, domicile de Isthmian League à Borehamwood au nord de Londres. Le stade a une capacité de 4 502 places, mais la plupart des matchs attire quelques centaines de personnes. L'équipe joue ses matches importants à l'Emirates Stadium.

## Palmarès
- Coupe UEFA/Ligue des champions (2) : 2006-07, 2024-25[12]
- Championnat d'Angleterre (15 (record)) : 1992–93, 1994–95, 1996–97, 2000–01, 2001–02, 2003–04, 2004–05, 2005–06, 2006–07, 2007–08, 2008–09, 2009–10,2010-11, 2011-12, 2018-19
- Coupe d'Angleterre (14 (record)) : 1992–93, 1994–95, 1997–98, 1998–99, 2000–01, 2003–04, 2005–06, 2006–07, 2007–08, 2008–09, 2010–11, 2012-13, 2013-2014, 2015-2016
- FA WSL Cup (7 (record)) : 2011, 2012, 2013, 2015, 2018, 2023, 2024
- Coupe de la League (10 (record)) : 1991-92, 1992-93, 1993-94, 1997-98, 1998-99, 1999-00, 2000-01, 2004-05, 2006-07, 2008-09
- Community Shield (5 (record)) : 2000, 2002, 2006, 2007, 2008
- London County FA Women's Cup (10 (record)) : 1994–95, 1995–96, 1996–97, 1999–2000, 2003–04, 2006–07, 2007–08, 2008–09, 2009–10, 2010–11
- AXA Challenge Cup (1) : 1998-99
- Championnat de la Conférence Sud (1) : 1998-99
- Highfield Cup (1) : 1990-91
- Reebok Cup (2) : 1991-92, 1995-96
- Women's French Cup (1) : 2018

## Parcours en Coupe d'Europe
Arsenal compte 5 défaites en demi-finales pour une victoire finale.
| Saison    | Tour                       | Adversaire              | Aller | Retour | Score total |
| --------- | -------------------------- | ----------------------- | ----- | ------ | ----------- |
| 2001-2002 | Phase de groupes           | BSC Young Boys          | 4 - 0 | 4 - 0  | 4 - 0       |
| 2001-2002 | Phase de groupes           | Hapoël Tel-Aviv         | 7 - 0 | 7 - 0  | 7 - 0       |
| 2001-2002 | Phase de groupes           | AZS Wrocław             | 2 - 1 | 2 - 1  | 2 - 1       |
| 2001-2002 | 1/4 finale                 | Toulouse FC             | 1 - 1 | 2 - 1  | 2 - 3       |
| 2002-2003 | Phase de groupes           | Gömrükçü Bakou          | 6 - 0 | 6 - 0  | 6 - 0       |
| 2002-2003 | Phase de groupes           | Levante UD              | 2 - 1 | 2 - 1  | 2 - 1       |
| 2002-2003 | Phase de groupes           | KSC Eendracht Alost     | 7 - 0 | 7 - 0  | 7 - 0       |
| 2002-2003 | 1/4 finale                 | CSK VVS Samara          | 0 - 2 | 1 - 1  | 3 - 1       |
| 2002-2003 | 1/2 finale                 | Fortuna Hjørring        | 3 - 1 | 1 - 5  | 2 - 8       |
| 2004-2005 | Phase de groupes           | Athletic Club Bilbao    | 2 - 2 | 2 - 2  | 2 - 2       |
| 2004-2005 | Phase de groupes           | AE Egina                | 1 - 7 | 1 - 7  | 1 - 7       |
| 2004-2005 | Phase de groupes           | Djurgården/Älvsjö       | 0 - 1 | 0 - 1  | 0 - 1       |
| 2004-2005 | 1/4 finale                 | Torres CF               | 2 - 0 | 4 - 1  | 4 - 3       |
| 2004-2005 | 1/2 finale                 | Djurgården/Älvsjö       | 2 - 1 | 0 - 1  | 1 - 3       |
| 2005-2006 | Phase de groupes           | AZS Wrocław             | 3 - 1 | 3 - 1  | 3 - 1       |
| 2005-2006 | Phase de groupes           | FK Lada Togliatti       | 1 - 0 | 1 - 0  | 1 - 0       |
| 2005-2006 | Phase de groupes           | Brøndby IF              | 1 - 0 | 1 - 0  | 1 - 0       |
| 2005-2006 | 1/4 finale                 | 1. FFC Francfort        | 1 - 1 | 3 - 1  | 2 - 4       |
| 2006-2007 | 2e phase de groupes        | WFC Rossiyanka          | 5 - 4 | 5 - 4  | 5 - 4       |
| 2006-2007 | 2e phase de groupes        | FC Femina               | 0 - 6 | 0 - 6  | 0 - 6       |
| 2006-2007 | 2e phase de groupes        | Brøndby IF              | 1 - 0 | 1 - 0  | 1 - 0       |
| 2006-2007 | 1/4 finale                 | Breiðablik Kopavogur    | 0 - 5 | 4 - 1  | 9 - 1       |
| 2006-2007 | 1/2 finale                 | Brøndby IF              | 2 - 2 | 3 - 0  | 5 - 2       |
| 2006-2007 | Finale                     | Umeå IK                 | 0 - 1 | 0 - 0  | 1 - 0       |
| 2007-2008 | 2e phase de groupes        | Alma KTZH               | 4 - 0 | 4 - 0  | 4 - 0       |
| 2007-2008 | 2e phase de groupes        | SV Neulengbach          | 7 - 0 | 7 - 0  | 7 - 0       |
| 2007-2008 | 2e phase de groupes        | ASDCF Bardolino Vérone  | 3 - 3 | 3 - 3  | 3 - 3       |
| 2007-2008 | 1/4 finale                 | Olympique Lyonnais      | 0 - 0 | 2 - 3  | 2 - 3       |
| 2008-2009 | 2e phase de groupes        | FCF Zürich              | 7 - 2 | 7 - 2  | 7 - 2       |
| 2008-2009 | 2e phase de groupes        | SV Neulengbach          | 6 - 0 | 6 - 0  | 6 - 0       |
| 2008-2009 | 2e phase de groupes        | Olympique Lyonnais      | 3 - 0 | 3 - 0  | 3 - 0       |
| 2008-2009 | 1/4 finale                 | Umeå IK                 | 3 - 2 | 6 - 0  | 3 - 8       |
| 2009-2010 | 1/16 finale                | PAOK Salonique          | 0 - 9 | 9 - 0  | 18 - 0      |
| 2009-2010 | 1/8 finale                 | AC Sparta Prague        | 0 - 3 | 2 - 0  | 5 - 0       |
| 2009-2010 | 1/4 finale                 | FCR Duisbourg           | 2 - 1 | 0 - 2  | 1 - 4       |
| 2010-2011 | 1/16 finale                | ŽFK Mašinac PZP Niš     | 1 - 3 | 9 - 0  | 12 - 1      |
| 2010-2011 | 1/8 finale                 | Rayo Vallecano          | 2 - 0 | 4 - 1  | 4 - 3       |
| 2010-2011 | 1/4 finale                 | Linköpings FC           | 1 - 1 | 2 - 2  | 3 - 3e      |
| 2010-2011 | 1/2 finale                 | Olympique Lyonnais      | 2 - 0 | 2 - 3  | 2 - 5       |
| 2011-2012 | 1/16 finale                | FC Bobruitchanka        | 0 - 4 | 6 - 0  | 10 - 0      |
| 2011-2012 | 1/8 finale                 | Rayo Vallecano          | 1 - 1 | 5 - 1  | 6 - 2       |
| 2011-2012 | 1/4 finale                 | Kopparbergs/Göteborg FC | 3 - 1 | 1 - 0  | 3 - 2       |
| 2011-2012 | 1/2 finale                 | 1. FFC Francfort        | 1 - 2 | 2 - 1  | 1 - 4       |
| 2012-2013 | 1/16 finale                | FC Barcelone            | 0 - 3 | 4 - 0  | 7 - 0       |
| 2012-2013 | 1/8 finale                 | 1. FFC Turbine Potsdam  | 2 - 1 | 3 - 4  | 6 - 4       |
| 2012-2013 | 1/4 finale                 | Torres CF               | 1 - 3 | 1 - 0  | 4 - 1       |
| 2012-2013 | 1/2 finale                 | VfL Wolfsbourg          | 0 - 2 | 2 - 1  | 1 - 4       |
| 2013-2014 | 1/16 finale                | MTK Budapest            | 1 - 7 | 11 - 1 | 18 - 1      |
| 2013-2014 | 1/8 finale                 | Glasgow City LFC        | 3 - 0 | 2 - 3  | 6 - 2       |
| 2013-2014 | 1/4 finale                 | Birmingham City LFC     | 1 - 0 | 0 - 2  | 0 - 3       |
| 2019-2020 | 1/16 finale                | Fiorentina              | 0 - 4 | 2 - 0  | 6 - 0       |
| 2019-2020 | 1/8 finale                 | Slavia Prague           | 2 - 5 | 8 - 0  | 13 - 2      |
| 2019-2020 | 1/4 finale                 | Paris Saint-Germain     | 1 - 2 | 1 - 2  | 1 - 2       |
| 2021-2022 | 1er tour de qualifications | Okjetpes Kökşetaw       | 4 - 0 | 4 - 0  | 4 - 0       |
| 2021-2022 | 1er tour de qualifications | PSV Eindhoven           | 3 - 1 | 3 - 1  | 3 - 1       |
| 2021-2022 | 2e tour de qualifications  | Slavia Prague           | 3 - 0 | 0 - 4  | 7 - 0       |
| 2021-2022 | Phase de groupes           | FC Barcelone            | 4 - 1 | 0 - 4  | 2e (9 pts)  |
| 2021-2022 | Phase de groupes           | TSG 1899 Hoffenheim     | 4 - 0 | 4 - 1  | 2e (9 pts)  |
| 2021-2022 | Phase de groupes           | HB Køge                 | 1 - 5 | 3 - 0  | 2e (9 pts)  |
| 2021-2022 | 1/4 finale                 | VfL Wolfsbourg          | 1 - 1 | 2 - 0  | 1 - 3       |
| 2022-2023 | 2e tour de qualifications  | Ajax Amsterdam          | 2 - 2 | 0 - 1  | 3 - 2       |
| 2022-2023 | Phase de groupes           | Olympique Lyonnais      | 1 - 5 | 0 - 1  | 1e (13 pts) |
| 2022-2023 | Phase de groupes           | FC Zurich               | 3 - 1 | 1 - 9  | 1e (13 pts) |
| 2022-2023 | Phase de groupes           | Juventus                | 1 - 1 | 1 - 0  | 1e (13 pts) |
| 2022-2023 | 1/4 finale                 | Bayern Munich           | 1 - 0 | 2 - 0  | 2 - 1       |
| 2022-2023 | 1/2 finale                 | VfL Wolfsbourg          | 2 - 2 | 2 - 3  | 4 - 5       |

## Rivalités
La rivalité la plus ancrée se joue avec Chelsea, l'autre équipe londonienne jouant les premiers rôles en Angleterre.
La montée de Tottenham en WSL en 2019 permet aux Londoniennes de se disputer le North London Derby. Lors du premier derby disputé à Tottenham en 2019, le record d'affluence de WSL est battu avec 38 262 spectateurs. Il est à nouveau battu, cette fois à l'Emirates Stadium, lors de la saison 2022-2023, où 47 367 spectateurs assistent à une large victoire des Gunners (4-0).